# Обоження

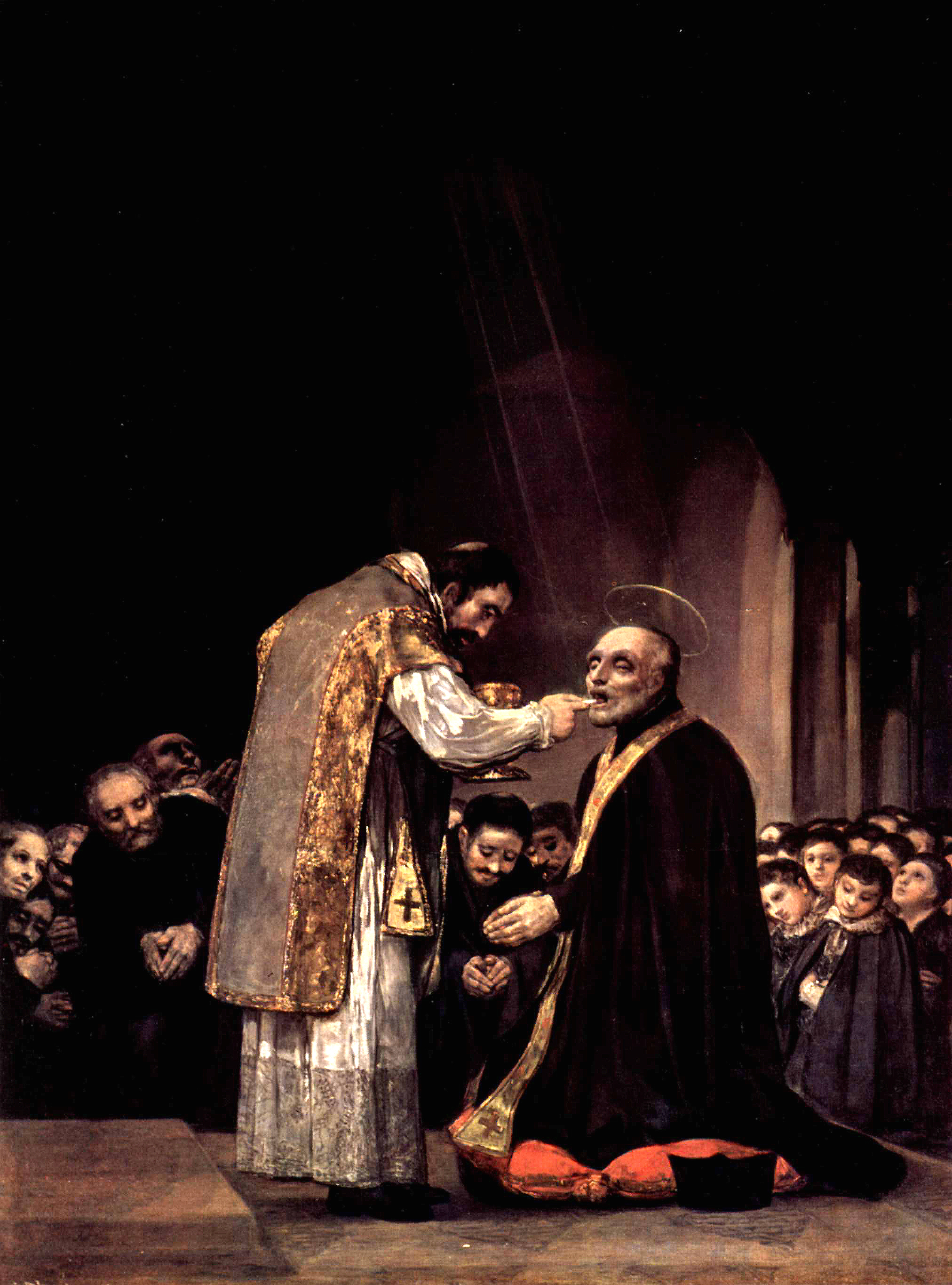
Франциско де Ґоя (1819): Останнє причастя Святого Йосипа з Каласанци

Обоження (грец. θέωσις, теосіс) — преображення людини в результаті причастя до Бога, спільності з Ним (стосується лише християнської релігії). Обоження в святоотцівській літературі називають по різному «боговсиновленням» (адоптовані діти Божі), «зміною в Бога», «перетворенням в Бога», «обоженням». Ідея «обоження» (теосіс) була центральним пунктом релігійного життя Сходу, навколо якого оберталися всі питання догматики, етики та містики. Сповідувати правдиву віру, дотримувати заповідей, молитися, брати участь в таїнствах — все це необхідно не інакше як для досягнення обоження, в якому і полягає спасіння людини. Християнське обоження означає найвищу спільність з Божественним світлом і причасність Божественній енергії без втрати своєї особистості, взаємопроникнення Бога і людини як двох особистостей.

## Обоження— ціль християнської релігії
Метою християнської релігії є досягнення такої повноти богоспілкування, при якому людина в найтісніший спосіб приспільнюється з Божеством. В Євхаристії людина душею і тілом з'єднується з Богом, в молитві вона розумом та серцем сходить до Бога, в досвіді боговидіння внутрішніми очима споглядає Божество. «Бог є вогонь» говорить Біблія (Повт. Зак. 4:24, Євр. 12:29), вогонь котрий «поїдає» і винищує всяке зло і гріх, який освячує і робить все світлішим всяке добро. Кожна зустріч з Богом є дотиком з вогнем, пише єпископ Іларіон, для одних вона смертельна, для інших рятівна. Божество порівнюється з вогнем, а людина із сіном; вогонь охоплює собою сіно, але не спалює його. Бог залишається Богом, і людина залишається людиною, сіно не змішується з вогнем, і вогонь не спалює сіно, Божество не зливається з людськістю, і людськість не розчиняються в Божестві. І разом з тим з'єднання з Богом буває настільки тісним і приспільнення настільки повним, що вся людина всеціло змінюється, преображається, стає богом по благодаті. Преподобний Симеон називає обоження «дивною таємницею» і «страшним таїнством», про яке знають небагато-хто.

## Обоження людини через Євхаристію— отримання закваски нетління
В молитвах перед Причастям і після Причастя цей досвід вогню виражений з особливою силою: «Як вогонь нехай буде мені, і як світло Тіло Твоє та Кров, Спасе мій, пречесна, опалюючи гріховну річ, спалюючи терня пристрастей, і всього мене просвічуючи…»; «Ось, приступаю до Божественного Причастя. Сотворителю, не опали мене причастям; вогонь бо Ти є, недостойних опаляючий, але очисти мене від всякої нечисті.» Церква вчить, що вогонь Тіла та Крові Христа освячує весь душевно-тілесний склад людини: «Давай їжу мені Плоть Твою бажаю, вогонь Цей і опалюючи недостойних не опали мене, Сотворителю мій, але пройди в мої члени, в усі суглоби, в утробу, в серце. Попали терня всіх моїх прогрішень, душу очисти, освяти помисли… нехай як від вогню біжить від мене всякий злодій, всяка пристрасть.» Це освячення Божественним вогнем є приспільненням до Світла, єднанням з Богом, обоженням людини. Як хліб і вино Євхаристії перетворюються, тобто змінюються, і стають Тілом і Кров'ю Христа, так і людина, причащаючись Бога, змінюється і перетворюється. Симеон Новий Богослов підкреслює що з'єднання з Богом — це звільнення від тління і вихід в інші світи, за межі видимого, за кордони інтелектуального пізнання.

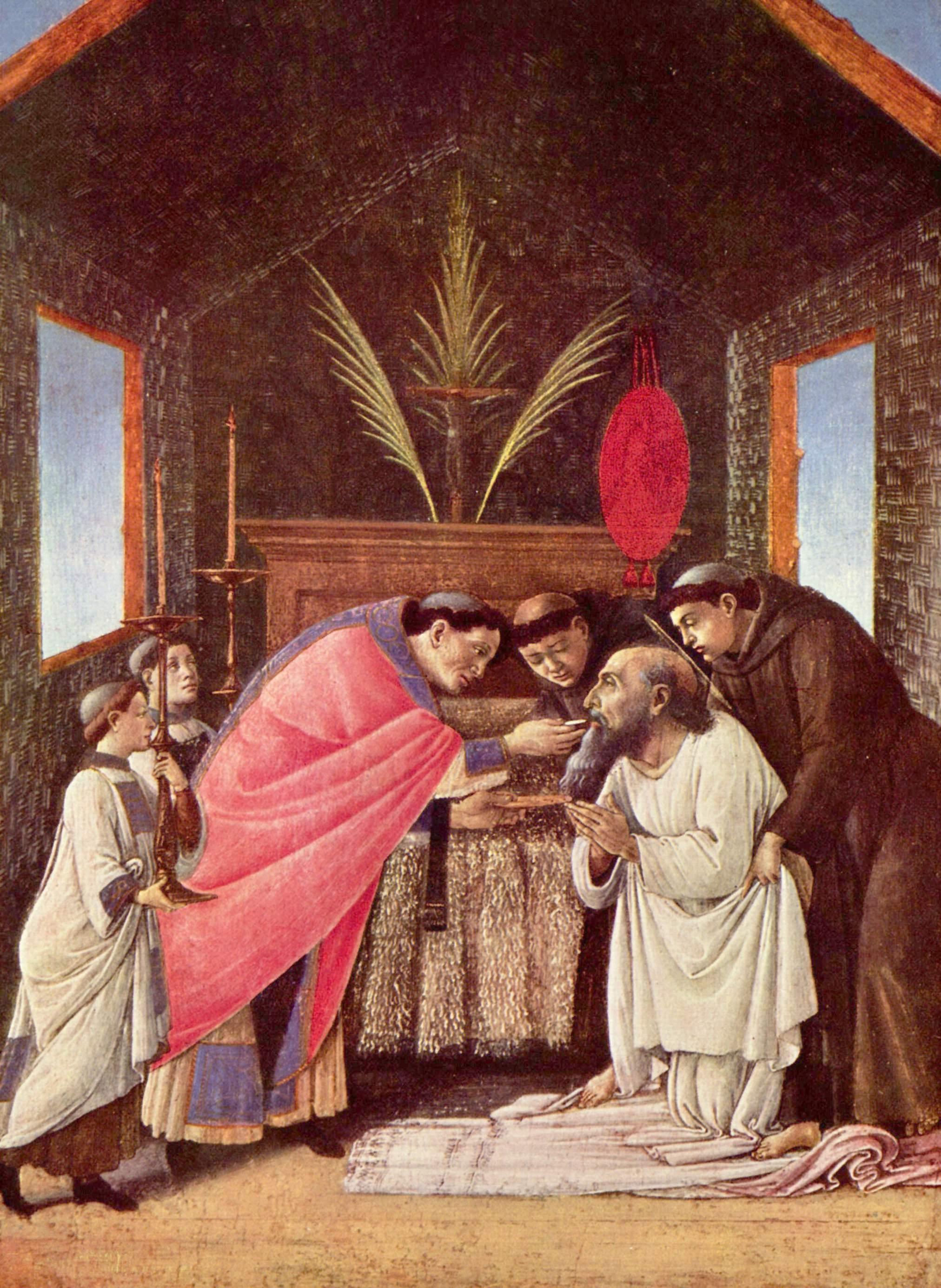
Сандро Боттічеллі (1495): Останнє Причастя Святого Єроніма

Преподобний Симеон Новий Богослов пише про те що, Христос з'єднуючись з нами, робить божественними всі члени наного тіла: «Ти спільник наш по плоті, а ми твої (спільники) по Божеству Твоєму… Ти перебуваєш з нами нині і повіки і робиш кожного житлом і проживаєш у всіх… кожен з нас окремо з Тобою, Спаситель, весь у всім і Ти — з кожним окремо є, Один з одним… І таким чином всі члени кожного з нас зробляться членами Христовими…і ми разом зробимося богами, співперебуваючими з Богом.» В словах преподобноо Симеона особлво видно зв'язок між Причащенням і Обоженням, що є метою християнського життя. Підкреслюється також відчутний характер поєднання з Христом: наша плоть в Євхаристії отримує немов закваску нетління, стаючи обоженою, і коли вона вмирає та ізтліє, ця закваска стане закладом її майбутнього воскресіння.
Православна церква безумовно вірує, що в Євхаристії хліб і вино стають реальними Тілом та Кров'ю Христа, а не тільки символічними зображеннями Тіла та Крові. Про те, що з найраніших віків християни сприймали хліб і вини Євхаристії як реальні, а не символічні Тіло і Кров Христа, свідчить Святий Юстин Філософ в словах «Їжа ця — Плоть і Кров того Ісуса, який воплотився». До нього священномученик Ігнатій Богоносець (2 ст) говорить, що «Євхаристія є Плоть Спасителя нашого Ісуса Христа, що постраждала за наші гріхи». Всі древні літургічні чини підкреслюють, що євхаристичні хліб і вино — «найчесніше Тіло і Кров нашого Іскупителя.» (Літургія Василя Великого), «саме Тіло і Кров нашого Іскупителя» (Літургія Григорія Богослова), «святе Тіло і дорогоцінна Кров Христа» (Літургія апостола Якова), «істинне Тіло та істинна Кров Христа» (Літургія Вірменської Церкви), «святіше Тіло і Кров Сина Божого» (Римська Літургія). І сам Христос говорить: Плоть Моя істинно є їжа, і Кров Моя істинно є пиття; той хто їсть Мою Плоть і п'є Мою Кров перебуває в Мені, а Я в ньому" (Ів. 6:55-56)
З'єднання віруючого з Христом буває не символічним та образним, але правдивим, реальним і всіцілим. Як Христос пронизує Собою хліб і вино, наповнюючи їх Своїм Божеством, так Він входить в людину, наповнюючи її плоть і душу Своєю животворчою присутністю і Божественною енергією. В Євхаристії ми стаємо, за виразом Святи Отців, «сотілесними» Христу, який входить в нас, як в утробу Діви Марії.
Церква вчить що обоження — найвищий духовний стан, до якого покликані всі люди: «Для того Бог сотворив нас щоби ми стали причасниками Божого єства» (2 Пет. 1:4) та «причасниками Його вічносущності і були подібними Йому», — говорить святий Максим Сповідник. Людина, згідно з Йоаном Дамаскиним, внаслідок свого тяготіння до Бога перетворюється на бога, проте в значенні причащення Божественному світлу а не тому, що вона переходить в Божественну сутність.
Єпископ Іларіон пише, що досягнення обоження можливе в земному житті, але винятково рідкі ті, хто його досягає тут. В майбутньому ж житті кожен, хто увійде в Царство Небесне стане «причасником Божої істоти» і з'єднається з Богом.